# AZ in het seizoen 2023/24 (mannen)
In het seizoen 2023/24 kwam AZ uit in de Eredivisie. Ook deed AZ dit seizoen mee in de toernooien om de TOTO KNVB Beker en de UEFA Europa Conference League.
Aan het begin van het seizoen stroomde AZ in de derde kwalificatieronde van de UEFA Europa Conference League mede door de behaalde 4e plaats in de Eredivisie van het voorgaande seizoen. Via de play-offronde won AZ alle tweeluiken tegen respectievelijk FC Santa Coloma en SK Brann in deze ronden en plaatste zich in de groepsfase van de Europa Conference League. AZ werd derde in de groep achter Aston Villa en Legia Warschau en voor HŠK Zrinjski Mostar. Hierdoor werd AZ uitgeschakeld.
In de KNVB Beker kwam AZ niet verder dan de kwartfinale van dit seizoen. AZ verloor met 2 – 0 van Feyenoord, de latere bekerwinnaar.
AZ eindigde dit seizoen in de Eredivisie op de 4e plaats, dat recht geeft om deel te nemen aan de competitiefase van de Europa League van het volgende seizoen. Het bijzondere aan dit seizoen was dat AZ zowel thuis als uit wist te winnen van Ajax, maar zowel thuis als uit nipt verloor van Feyenoord en ruim verloor van PSV. Voetballer Vangelis Pavlidis werd medetopscorer van de Eredivisie met 29 doelpunten. Hoofdtrainer Pascal Jansen werd halverwege het seizoen ontslagen door wisselende resultaten rondom die periode en werd opgevolgd door Maarten Martens. Desondanks bleef AZ de gehele tweede seizoenshelft op de 4e plaats staan.

## Selectie
| Nr.           | Nat.        | Naam                    | Geb. dat.  | Vorige club      | Contract tot |
| Doelmannen    | Doelmannen  | Doelmannen              | Doelmannen | Doelmannen       | Doelmannen   |
| ------------- | ----------- | ----------------------- | ---------- | ---------------- | ------------ |
| 1             | Australië   | Mathew Ryan             | 08-04-1992 | FC Kopenhagen    | 2024         |
| 12            | Nederland   | Hobie Verhulst          | 02-04-1993 | Go Ahead Eagles  | 2025         |
| 13            | Nederland   | Sem Westerveld          | 18-07-2002 | Eigen jeugd      | 2026         |
| 20            | Nederland   | Rome-Jayden Owusu-Oduro | 02-07-2004 | Eigen jeugd      | 2028         |
| Verdedigers   |             |                         |            |                  |              |
| 2             | Japan       | Yukinari Sugawara       | 28-06-2000 | Nagoya Grampus   | 2025         |
| 3             | Nederland   | Wouter Goes             | 10-06-2004 | Eigen jeugd      | 2026         |
| 4             | Nederland   | Bruno Martins Indi      | 08-02-1992 | Stoke City FC    | 2025         |
| 5             | Portugal    | Alexandre Penetra       | 09-01-2001 | FC Famalicão     | 2028         |
| 18            | Noorwegen   | David Møller Wolfe      | 23-04-2002 | SK Brann         | 2028         |
| 22            | Nederland   | Maxim Dekker            | 21-04-2004 | Eigen jeugd      | 2026         |
| 27            | Portugal    | Gonçalo Esteves         | 27-02-2004 | Sporting SP      | 2024         |
| 30            | Nederland   | Denso Kasius            | 06-10-2002 | Bologna FC       | 2027         |
| 34            | Nederland   | Mees de Wit             | 17-04-1998 | PEC Zwolle       | 2027         |
| Middenvelders |             |                         |            |                  |              |
| 6             | Portugal    | Tiago Dantas            | 24-12-2000 | SL Benfica       | 2024         |
| 8             | Nederland   | Jordy Clasie            | 27-06-1991 | Southampton FC   | 2025         |
| 10            | Nederland   | Dani de Wit             | 28-01-1998 | Ajax             | 2024         |
| 14            | Servië      | Kristijan Belić         | 25-03-2001 | FK Partizan      | 2028         |
| 16            | Nederland   | Sven Mijnans            | 09-03-2000 | Sparta Rotterdam | 2028         |
| 24            | Nederland   | Lewis Schouten          | 04-02-2004 | Eigen jeugd      | 2027         |
| 25            | Nederland   | Riechedly Bazoer        | 12-10-1996 | Vitesse          | 2025         |
| Aanvallers    |             |                         |            |                  |              |
| 9             | Griekenland | Vangelis Pavlidis       | 21-11-1998 | Willem II        | 2025         |
| 11            | Ghana       | Ibrahim Sadiq           | 07-05-2000 | BK Häcken        | 2028         |
| 15            | Nederland   | Ruben van Bommel        | 03-08-2004 | MVV Maastricht   | 2027         |
| 19            | Nederland   | Myron van Brederode     | 06-07-2003 | Eigen jeugd      | 2027         |
| 21            | Nederland   | Ernest Poku             | 28-01-2004 | Eigen jeugd      | 2026         |
| 23            | Zweden      | Mayckel Lahdo           | 30-12-2002 | Hammarby IF      | 2027         |
| 28            | Nederland   | Lequincio Zeefuik       | 26-11-2004 | FC Volendam      | 2029         |

Bron: A-selectie van AZ en 

## Transfers
Voor recente transfers bekijk: Lijst van Eredivisie transfers zomer 2023/24
Voor recente transfers bekijk: Lijst van Eredivisie transfers winter 2023/24

### Aangetrokken
| No. | Nationaliteit | Naam                 | Positie      | Vorige club         | Bijz.                 |
| --- | ------------- | -------------------- | ------------ | ------------------- | --------------------- |
| 5   | Portugal      | Alexandre Penetra    | Verdediger   | FC Famalicão        | Transfer, € 4.200.000 |
| 6   | Portugal      | Tiago Dantas         | Middenvelder | SL Benfica          | Gehuurd               |
| 11  | Ghana         | Ibrahim Sadiq        | Aanvaller    | BK Häcken           | Transfer, € 4.000.000 |
| 14  | Servië        | Kristijan Belić      | Middenvelder | FK Partizan         | Transfer, € 4.000.000 |
| 15  | Nederland     | Ruben van Bommel     | Aanvaller    | MVV Maastricht      | Transfer              |
| 18  | Noorwegen     | David Møller Wolfe   | Verdediger   | SK Brann            | Transfer, € 2.500.000 |
| 27  | Portugal      | Gonçalo Esteves      | Verdediger   | Sporting SP         | Gehuurd               |
| 28  | Nederland     | Kenzo Goudmijn       | Middenvelder | Excelsior Rotterdam | Was verhuurd          |
| 28  | Nederland     | Lequincio Zeefuik    | Aanvaller    | FC Volendam         | Transfer, € 500.000   |
| 30  | Nederland     | Denso Kasius         | Verdediger   | Bologna FC          | Transfer, € 3.000.000 |
|     | Denemarken    | Peter Vindahl Jensen | Doelman      | 1. FC Nürnberg      | Was verhuurd          |
|     | Nederland     | Jelle Duin           | Aanvaller    | Aarhus GF           | Was verhuurd          |

### Vertrokken
| No. | Nationaliteit    | Naam                 | Positie      | Nieuwe club         | Bijz.                                                    |
| --- | ---------------- | -------------------- | ------------ | ------------------- | -------------------------------------------------------- |
| 3   | Griekenland      | Pantelis Hatzidiakos | Verdediger   | Cagliari            | Transfer, € 2.000.000                                    |
| 5   | Hongarije        | Milos Kerkez         | Verdediger   | AFC Bournemouth     | Transfer, € 17.900.000                                   |
| 6   | Nederland        | Tijjani Reijnders    | Middenvelder | AC Milan            | Transfer, € 19.000.000                                   |
| 7   | Denemarken       | Jens Odgaard         | Aanvaller    | Bologna FC          | Verhuurd                                                 |
| 11  | Zweden           | Jesper Karlsson      | Aanvaller    | Bologna FC          | Transfer, € 11.000.000                                   |
| 14  | Verenigde Staten | Djordje Mihailovic   | Middenvelder | Colorado Rapids     | Transfer, € 2.730.000                                    |
| 17  | Turkije          | Yusuf Barası         | Aanvaller    | Adana Demirspor     | Transfer                                                 |
| 27  | België           | Zinho Vanheusden     | Verdediger   | Internazionale      | Was gehuurd                                              |
| 28  | Nederland        | Zico Buurmeester     | Middenvelder | PEC Zwolle          | Verhuurd                                                 |
| 28  | Nederland        | Kenzo Goudmijn       | Middenvelder | Excelsior Rotterdam | Verhuurd                                                 |
| 29  | Nederland        | Mexx Meerdink        | Aanvaller    | Vitesse             | Verhuurd                                                 |
| 30  | Nederland        | Mees Bakker          | Doelman      | De Graafschap       | Transfervrij, vorig seizoen bij dezelfde club verhuurd   |
| 31  | Nederland        | Sam Beukema          | Verdediger   | Bologna FC          | Transfer, € 7.000.000                                    |
| 32  | Nederland        | Peer Koopmeiners     | Middenvelder | Almere City FC      | Verhuurd, vorig seizoen verhuurd aan Excelsior Rotterdam |
|     | Denemarken       | Peter Vindahl Jensen | Doelman      | Sparta Praag        | Verhuurd                                                 |
|     | Nederland        | Jelle Duin           | Aanvaller    | Hapoel Jeruzalem FC | Transfer                                                 |

## Staf
| Naam             | Nationaliteit | Functie             | Sinds | Contract                     | Vorige club       |
| ---------------- | ------------- | ------------------- | ----- | ---------------------------- | ----------------- |
| Technische Staf  |               |                     |       |                              |                   |
| Pascal Jansen    | Nederland     | Hoofdtrainer        | 2020  | 2025 ontslagen op 17-01-2024 | PSV Academy       |
| Maarten Martens  | België        | Hoofdtrainer        | 2024  | 2025                         | Jong AZ           |
| Robert Franssen  | Nederland     | Assistent-trainer   | 2020  | 2025                         | AZ Jeugdopleiding |
| Kenneth Goudmijn | Nederland     | Assistent-trainer   | 2021  | 2025                         | AZ Jeugdopleiding |
| Jan Sierksma     | Nederland     | Assistent-trainer   | 2024  | 2025                         | Jong AZ           |
| Nick van Aart    | Nederland     | Keeperstrainer      | 2011  |                              |                   |
| Directie         |               |                     |       |                              |                   |
| Robert Eenhoorn  | Nederland     | Algemeen directeur  | 2014  |                              |                   |
| Max Huiberts     | Nederland     | Technisch directeur | 2016  |                              |                   |

## Wedstrijden

### Vriendschappelijk
| Datum & Tijd           | Wedstrijd                | Uitslag | Verslag |
| ---------------------- | ------------------------ | ------- | ------- |
| 08-07-2023 – 14:30 uur | AZ – FK Sjachtar Donetsk | 3 – 3   | 1       |
| 12-07-2023 – 11:00 uur | AZ – Standard Luik       | 4 – 3   | 2       |
| 15-07-2023 – 15:00 uur | AZ – Lech Poznań         | 4 – 0   | 3       |
| 19-07-2023 – 18:30 uur | AZ – Norwich City FC     | 1 – 1   | 4       |
| 22-07-2023 – 15:00 uur | Club Brugge – AZ         | 1 – 2   | 5       |
| 29-07-2023 – 16:00 uur | Southampton FC – AZ      | 0 – 1   | 6       |
| 05-08-2023 – 17:00 uur | AZ – Bologna FC          | 1 – 0   | 7       |

### Eredivisie
| №  | Datum & Tijd                                  | Wedstrijd                | Uitslag | Verslag       |
| -- | --------------------------------------------- | ------------------------ | ------- | ------------- |
| 1  | 13-08-2023 – 14:30 uur                        | AZ – Go Ahead Eagles     | 5 – 1   | 1             |
| 2  | 20-08-2023 – 16:45 uur                        | RKC Waalwijk – AZ        | 1 – 3   | 2             |
| 3  | 28-09-2023 – 20:00 uur                        | AZ – Heracles Almelo     | 1 – 1   | 3             |
| 4  | 03-09-2023 – 16:45 uur                        | Vitesse – AZ             | 0 – 2   | 4             |
| 5  | 17-09-2023 – 16:45 uur                        | AZ – Sparta Rotterdam    | 2 – 0   | 5             |
| 6  | 24-09-2023 – 16:45 uur                        | PEC Zwolle – AZ          | 0 – 3   | 6             |
| 7  | 01-10-2023 – 16:45 uur                        | AZ – Fortuna Sittard     | 4 – 0   | 7             |
| 8  | 08-10-2023 – 14:30 uur                        | Ajax – AZ                | 1 – 2   | 8             |
| 9  | 21-10-2023 – 21:00 uur                        | AZ – sc Heerenveen       | 3 – 0   | 9             |
| 10 | 29-10-2023 – 16:45 uur 06-12-2023 – 19:00 uur | AZ – N.E.C.              | 1 – 2   | 10-1 10-2     |
| 11 | 04-11-2023 – 18:45 uur                        | Excelsior Rotterdam – AZ | 1 – 1   | 11            |
| 12 | 12-11-2023 – 16:45 uur                        | Feyenoord – AZ           | 1 – 0   | 12            |
| 13 | 26-11-2023 – 14:30 uur                        | AZ – FC Volendam         | 3 – 0   | 13            |
| 14 | 03-12-2023 – 16:45 uur                        | FC Utrecht – AZ          | 1 – 1   | 14            |
| 15 | 09-12-2023 – 21:00 uur                        | AZ – Almere City FC      | 4 – 1   | 15            |
| 16 | 17-12-2023 – 20:00 uur                        | AZ – PSV                 | 0 – 4   | 16[dode link] |
| 17 | 13-01-2024 – 18:45 uur                        | FC Twente – AZ           | 2 – 1   | 17[dode link] |
| 18 | 20-01-2024 – 20:00 uur                        | AZ – PEC Zwolle          | 2 – 2   | 18            |
| 19 | 28-01-2024 – 12:15 uur                        | sc Heerenveen – AZ       | 2 – 2   | 19            |
| 20 | 04-02-2024 – 14:30 uur                        | AZ – Feyenoord           | 0 – 1   | 20            |
| 21 | 10-02-2024 – 20:00 uur                        | Almere City FC – AZ      | 0 – 0   | 21            |
| 22 | 17-02-2024 – 18:45 uur                        | Fortuna Sittard – AZ     | 1 – 2   | 22            |
| 23 | 25-02-2024 – 16:45 uur                        | AZ – Ajax                | 2 – 0   | 23            |
| 24 | 02-03-2024 – 21:00 uur                        | Sparta Rotterdam – AZ    | 1 – 1   | 24            |
| 25 | 10-03-2024 – 12:15 uur                        | AZ – Excelsior Rotterdam | 4 – 0   | 25            |
| 26 | 17-03-2024 – 12:15 uur                        | FC Volendam – AZ         | 0 – 4   | 26            |
| 27 | 30-03-2024 – 21:00 uur                        | AZ – Vitesse             | 2 – 0   | 27            |
| 28 | 03-04-2024 – 18:45 uur                        | Heracles Almelo – AZ     | 5 – 0   | 28            |
| 29 | 06-04-2024 – 18:45 uur                        | PSV – AZ                 | 5 – 1   | 29            |
| 30 | 13-04-2024 – 18:45 uur                        | AZ – RKC Waalwijk        | 3 – 2   | 30            |
| 31 | 28-04-2024 – 12:15 uur                        | N.E.C. – AZ              | 0 – 3   | 31            |
| 32 | 05-05-2024 – 16:45 uur                        | AZ – FC Twente           | 2 – 1   | 32            |
| 33 | 12-05-2024 – 14:30 uur                        | Go Ahead Eagles – AZ     | 0 – 3   | 33            |
| 34 | 19-05-2024 – 14:30 uur                        | AZ – FC Utrecht          | 3 – 3   | 34            |

### TOTO KNVB Beker
| Ronde          | Datum & Tijd                                                      | Wedstrijd                                                         | Uitslag                                                           | Verslag                                                           |
| -------------- | ----------------------------------------------------------------- | ----------------------------------------------------------------- | ----------------------------------------------------------------- | ----------------------------------------------------------------- |
| Eerste ronde   | Vrijstelling wegens plaatsing voor de Europese clubhoofdtoernooi. | Vrijstelling wegens plaatsing voor de Europese clubhoofdtoernooi. | Vrijstelling wegens plaatsing voor de Europese clubhoofdtoernooi. | Vrijstelling wegens plaatsing voor de Europese clubhoofdtoernooi. |
| Tweede ronde   | 20-12-2023 – 20:00 uur                                            | HHC Hardenberg – AZ                                               | 2 – 3 (n.v.)                                                      | 1                                                                 |
| Achtste finale | 16-01-2024 – 21:00 uur                                            | AZ – Quick Boys                                                   | 3 – 3 (w.n.s)                                                     | 2                                                                 |
| Kwartfinale    | 07-02-2024 – 21:00 uur                                            | Feyenoord – AZ                                                    | 2 – 0*                                                            | 3                                                                 |

* Hierdoor is AZ uitgeschakeld in de KNVB Beker van dit seizoen.

### UEFA Europa Conference League
| Ronde                   | Wedstrijd | Datum & Tijd           | Wedstrijd                | Uitslag | Totaal                    | Verslag      |
| ----------------------- | --------- | ---------------------- | ------------------------ | ------- | ------------------------- | ------------ |
| Derde kwalificatieronde | 1         | 10-08-2023 – 19:00 uur | FC Santa Coloma – AZ     | 0 – 1   | 3 – 0                     | 1[dode link] |
| Derde kwalificatieronde | 2         | 17-08-2023 – 20:45 uur | AZ – FC Santa Coloma     | 2 – 0   | 3 – 0                     | 2            |
| Play-offronde           | 1         | 24-08-2023 – 20:45 uur | AZ – SK Brann            | 1 – 1   | 4 – 4 (n.v.) 5 – 6 (n.s.) | 3[dode link] |
| Play-offronde           | 2         | 31-08-2023 – 19:00 uur | SK Brann – AZ            | 3 – 3   | 4 – 4 (n.v.) 5 – 6 (n.s.) | 4[dode link] |
| Groepsfase              | 1         | 21-09-2023 – 18:45 uur | HŠK Zrinjski Mostar – AZ | 4 – 3   | 3e                        | 5            |
| Groepsfase              | 2         | 05-10-2023 – 21:00 uur | AZ – Legia Warschau      | 1 – 0   | 3e                        | 6[dode link] |
| Groepsfase              | 3         | 26-10-2023 – 18:45 uur | AZ – Aston Villa         | 1 – 4   | 3e                        | 7            |
| Groepsfase              | 4         | 09-11-2023 – 21:00 uur | Aston Villa – AZ         | 2 – 1   | 3e                        | 8            |
| Groepsfase              | 5         | 30-11-2023 – 18:45 uur | AZ – HŠK Zrinjski Mostar | 1 – 0   | 3e                        | 9            |
| Groepsfase              | 6         | 14-12-2023 – 18:45 uur | Legia Warschau – AZ      | 2 – 0   | 3e                        | 10           |

#### Groepsfase (groep E)
| # | Team                | Wedstrijden | Wedstrijden | Wedstrijden | Wedstrijden | Punten | Doelpunten | Doelpunten | Doelpunten |       | Uitslagen (Thuis ╲ Uit) | Uitslagen (Thuis ╲ Uit) | Uitslagen (Thuis ╲ Uit) | Uitslagen (Thuis ╲ Uit) |
| # | Team                | Gespeeld    | Winst       | Gelijk      | Verlies     | Punten | Voor       | Tegen      | Saldo      | AVL   | LEG                     | AZ                      | ZRI                     |                         |
| 1. | Aston Villa         | 6           | 4           | 1           | 1           | 13     | 12         | 7          | +5         |       | 2 – 1                   | 2 – 1                   | 1 – 0                   |                         |
| 2. | Legia Warschau      | 6           | 4           | 0           | 2           | 12     | 10         | 6          | +4         | 3 – 2 |                         | 2 – 0                   | 2 – 0                   |                         |
| 3. | AZ                  | 6           | 2           | 0           | 4           | 6      | 7          | 12         | −5         | 1 – 4 | 1 – 0                   |                         | 1 – 0                   |                         |
| 4. | HŠK Zrinjski Mostar | 6           | 1           | 1           | 4           | 4      | 6          | 10         | −4         | 1 – 1 | 1 – 2                   | 4 – 3                   |                         |                         |
| \| Legendakleuren in de tabellen \| \| Groepswinnaar gaat door naar de achtste finale. \| \| Nummer twee gaat door naar de tussenronde. \| \| Uitgeschakeld \| |                     |             |             |             |             |        |            |            |            |       |                         |                         |                         |                         |
| Legendakleuren in de tabellen |                     |             |             |             |             |        |            |            |            |       |                         |                         |                         |                         |
| Groepswinnaar gaat door naar de achtste finale. |                     |             |             |             |             |        |            |            |            |       |                         |                         |                         |                         |
| Nummer twee gaat door naar de tussenronde. |                     |             |             |             |             |        |            |            |            |       |                         |                         |                         |                         |
| Uitgeschakeld |                     |             |             |             |             |        |            |            |            |       |                         |                         |                         |                         |

## Statistieken

### Eindstand in Nederlandse Eredivisie
| Stand | Gespeeld | Gewonnen | Gelijk | Verloren | Punten | Doelpunten voor | Doelpunten tegen | Gele kaarten | Twee gele kaarten | Rode kaarten |
| ----- | -------- | -------- | ------ | -------- | ------ | --------------- | ---------------- | ------------ | ----------------- | ------------ |
| 4e    | 34       | 19       | 8      | 7        | 65     | 70              | 39               | 47           | 0                 | 2            |

#### Punten, stand en doelpunten per speelronde
| Speelronde                            | 1  | 2  | 3  | 4  | 5   | 6   | 7   | 8   | 9   | 10  | 11  | 12  | 13  | 14  | 15  | 16  | 17  | 18  | 19  | 20  | 21  | 22  | 23  | 24  | 25  | 26  | 27  | 28  | 29  | 30  | 31  | 32  | 33  | 34  | Totaal |
| ------------------------------------- | -- | -- | -- | -- | --- | --- | --- | --- | --- | --- | --- | --- | --- | --- | --- | --- | --- | --- | --- | --- | --- | --- | --- | --- | --- | --- | --- | --- | --- | --- | --- | --- | --- | --- | ------ |
| Aantal punten per speelronde          | 3  | 3  | 1  | 3  | 3   | 3   | 3   | 3   | 3   | 0   | 1   | 0   | 3   | 1   | 3   | 0   | 0   | 1   | 1   | 0   | 1   | 3   | 3   | 1   | 3   | 3   | 3   | 0   | 0   | 3   | 3   | 3   | 3   | 1   | 65     |
| Aantal punten na speelronde           | 3  | 6  | 7  | 10 | 13  | 16  | 19  | 22  | 25  | 25  | 26  | 26  | 29  | 30  | 33  | 33  | 33  | 34  | 35  | 35  | 36  | 39  | 42  | 43  | 46  | 49  | 52  | 52  | 52  | 55  | 58  | 61  | 64  | 65  | 65     |
| Stand na speelronde                   | 1e | 1e | 3e | 3e | 3e  | 2e  | 2e  | 2e  | 2e  | 2e  | 3e  | 4e  | 3e  | 3e  | 3e  | 4e  | 4e  | 4e  | 4e  | 4e  | 4e  | 4e  | 4e  | 4e  | 4e  | 4e  | 4e  | 4e  | 4e  | 4e  | 4e  | 4e  | 4e  | 4e  | 4e     |
| Aantal doelpunten per speelronde      | 5  | 3  | 1  | 2  | 2   | 3   | 4   | 2   | 3   | 1   | 1   | 0   | 3   | 1   | 4   | 0   | 1   | 2   | 2   | 0   | 0   | 2   | 2   | 1   | 4   | 4   | 2   | 0   | 1   | 3   | 3   | 2   | 3   | 3   | 70     |
| Aantal tegendoelpunten per speelronde | 1  | 1  | 1  | 0  | 0   | 0   | 0   | 1   | 0   | 2   | 1   | 1   | 0   | 1   | 1   | 4   | 2   | 2   | 2   | 1   | 0   | 1   | 0   | 1   | 0   | 0   | 0   | 5   | 5   | 2   | 0   | 1   | 0   | 3   | 39     |
| Doelsaldo na speelronde               | +4 | +6 | +6 | +8 | +10 | +13 | +17 | +18 | +21 | +20 | +20 | +19 | +22 | +22 | +25 | +21 | +20 | +20 | +20 | +19 | +19 | +20 | +22 | +22 | +26 | +30 | +32 | +27 | +23 | +24 | +27 | +28 | +31 | +31 | +31    |

### Topscorers
| Nr.                           | Naam                          | Goal |
| ----------------------------- | ----------------------------- | ---- |
| 1.                            | Vangelis Pavlidis             | 29   |
| 2.                            | Dani de Wit                   | 10   |
| 3.                            | Ruben van Bommel              | 6    |
| 4.                            | Sven Mijnans                  | 4    |
| 4.                            | Yukinari Sugawara             | 4    |
| 6.                            | Mayckel Lahdo                 | 3    |
| 7.                            | Myron van Brederode           | 2    |
| 7.                            | Jordy Clasie                  | 2    |
| 7.                            | Ibrahim Sadiq                 | 2    |
| 10.                           | Tiago Dantas                  | 1    |
| 10.                           | Bruno Martins Indi            | 1    |
| 10.                           | David Møller Wolfe            | 1    |
| 10.                           | Jens Odgaard                  | 1    |
| 10.                           | Ernest Poku                   | 1    |
| 10.                           | Mees de Wit                   | 1    |
| Eigen doelpunten tegenstander | Eigen doelpunten tegenstander | 2    |
| Totaal                        | Totaal                        | 70   |

| Nr.                           | Naam                          | Goal |
| ----------------------------- | ----------------------------- | ---- |
| 1.                            | Ruben van Bommel              | 1    |
| 1.                            | Myron van Brederode           | 1    |
| 1.                            | Jens Odgaard                  | 1    |
| 1.                            | Vangelis Pavlidis             | 1    |
| 1.                            | Ernest Poku                   | 1    |
| 1.                            | Dani de Wit                   | 1    |
| Eigen doelpunten tegenstander | Eigen doelpunten tegenstander | 0    |
| Totaal                        | Totaal                        | 6    |

| Nr.                           | Naam                          | Goal |
| ----------------------------- | ----------------------------- | ---- |
| 1.                            | Vangelis Pavlidis             | 3    |
| 2.                            | Myron van Brederode           | 1    |
| 2.                            | Sven Mijnans                  | 1    |
| 2.                            | Ibrahim Sadiq                 | 1    |
| 2.                            | Dani de Wit                   | 1    |
| Eigen doelpunten tegenstander | Eigen doelpunten tegenstander | 0    |
| Totaal                        | Totaal                        | 7    |

### Assists
| Nr.    | Naam                | Assist |
| ------ | ------------------- | ------ |
| 1.     | Yukinari Sugawara   | 7      |
| 2.     | Sven Mijnans        | 5      |
| 3.     | Myron van Brederode | 4      |
| 3.     | Mayckel Lahdo       | 4      |
| 3.     | Vangelis Pavlidis   | 4      |
| 6.     | Jordy Clasie        | 3      |
| 6.     | Ernest Poku         | 3      |
| 6.     | Ibrahim Sadiq       | 3      |
| 6.     | Dani de Wit         | 3      |
| 10.    | Ruben van Bommel    | 2      |
| 10.    | Bruno Martins Indi  | 2      |
| 10.    | David Møller Wolfe  | 2      |
| 10.    | Jens Odgaard        | 2      |
| 14.    | Riechedly Bazoer    | 1      |
| 14.    | Kristijan Belić     | 1      |
| 14.    | Tiago Dantas        | 1      |
| 14.    | Denso Kasius        | 1      |
| 14.    | Alexandre Penetra   | 1      |
| 14.    | Lequincio Zeefuik   | 1      |
| Totaal | Totaal              | 50     |

| Nr.    | Naam               | Assist |
| ------ | ------------------ | ------ |
| 1.     | Jayden Addai       | 1      |
| 1.     | Gonçalo Esteves    | 1      |
| 1.     | Wouter Goes        | 1      |
| 1.     | Bruno Martins Indi | 1      |
| 1.     | Alexandre Penetra  | 1      |
| 1.     | Yukinari Sugawara  | 1      |
| Totaal | Totaal             | 6      |

| Nr.    | Naam               | Assist |
| ------ | ------------------ | ------ |
| 1.     | Riechedly Bazoer   | 1      |
| 1.     | Mayckel Lahdo      | 1      |
| 1.     | Bruno Martins Indi | 1      |
| 1.     | Vangelis Pavlidis  | 1      |
| 1.     | Dani de Wit        | 1      |
| Totaal | Totaal             | 5      |